# Es erhub sich ein Streit
Es erhub sich ein Streit (Une bataille s'engagea), (BWV 19), est une cantate religieuse de Johann Sebastian Bach composée à Leipzig en 1726. 

## Histoire et livret
La cantate a été écrite pour la fête de saint Michel et tous les anges, elle est célébrée tous les 29 septembre qui tombe un dimanche en cette année 1726. Pour cette destination liturgique, trois autres cantates ont franchi le seuil de la postérité : les BWV 50, 130 et 149. 
Les lectures prescrites pour la journée étaient Révélations 12: 7-12 et Mat. 18: 1-11. Le texte de la cantate a été écrit par Christian Friedrich Henrici (Picander) à l'exception du septième mouvement dont l'auteur est Christoph Demantius.
Le thème du choral est Freu dich sehr, o meine Seele qui a été codifié par Loys Bourgeois lors de l'insertion du Psaume 42 de Genève dans son recueil de « Pseaumes octante trios de David » (Genève, 1551). Bourgeois semble avoir été influencé par le chant profane « Ne l'oseray je dire » contenu dans le « Manuscrit de Bayeux » publié vers 1510.

## Structure et instrumentation
La cantate est écrite pour trois trompettes, timbales, deux hautbois, hautbois da caccia, deux hautbois d'amour, deux violons, alto et basse continue, trois solistes (soprano, ténor, basse) et chœur à quatre voix.
Il y a sept mouvements :
1. chœur : Es erhub sich ein Streit
2. récitatif (basse) : Gottlob der Drache liegt!
3. aria (soprano) : Gott schickt uns Mahanaïm zu
4. récitatif  (ténor) : Was ist der Mensch schnöde, das Erdenkind?
5. aria et choral (ténor) : Bleibt, ihr Engel, bleibt Bei Mir
6. récitatif (soprano) : Lasst uns das Angesicht
7. choral : Laß dein 'Engel mit mir fahren